# Biosurveillance
La biosurveillance (biomonitoring en anglais) est « l'utilisation à tous les niveaux d’organisation biologique (moléculaire, biochimique, cellulaire, physiologique, tissulaire, morphologique, écologique) d’un organisme ou d’un ensemble d’organismes pour prévoir et/ou révéler une altération de l’environnement et pour en suivre l’évolution ». Il s'agit d'un ensemble de méthodes qui ont commencé à être développées et utilisées dans les années 1970 en Europe avec notamment en 1970 une carte de la pollution de l'air par le SO2 en Grande-Bretagne, basée sur la présence/absence de certains lichens corticoles bioindicateurs, publiée par Hawksworth et Rose dans la revue Nature. Cette carte a été faite à partir d'« une échelle de correspondance entre environ 80 espèces de lichens corticoles et les teneurs moyennes hivernales en dioxyde de soufre, traceur de la pollution atmosphérique à l’époque ». La biosurveillance est une méthode d'évaluation environnementale visant à détecter et mesurer la concentration des polluants ou de leurs métabolites au sein des différents milieux (eau, air sol) et niveaux de l'organisation biologique, autrement que par des méthodes physicochimiques directes et coûteuses à grande échelle. 
Cette notion appelle celle d'indicateurs d'effet utilisés pour le suivi de l'état de l'environnement : biomarqueurs (changements au niveau moléculaire, cellulaire ou tissulaire d'un individu choisi comme espèce sentinelle) ; bioindicateurs (suivi des changements — présence ou absence — et de l'abondance des individus, souvent des plantes ou des espèces animales ou fongiques considérées comme « bioindicatrices ») ; biointégrateurs dans le cadre de suivi d'une communauté d'espèces ou d'un écosystème (utilisation d'indicateurs biologiques : présence ou absence d'un cortège d'espèces, abondance — recouvrement, biomasse —, diversité spécifique et indices écologiques). Elle fait aussi appel à des indicateurs d'accumulation à toutes les échelles (depuis le niveau moléculaire jusqu'à l'écosystème), les bioaccumulateurs.

## Histoire
L'idée de biosurveillance est probablement ancienne. 
À titre d'exemple, après avoir empiriquement constaté le recul des lichens corticoles dans les zones de rejets de fumées industrielles et urbaines, le lichénologue Nylander, en 1865 alors qu'il travaillait au Muséum National d’Histoire Naturelle de Paris, avait déjà suggéré que les lichens soient utilisés comme « hygiomètres » de la qualité de l'air, ce qui fait dire à C Vanhalluwyn que la notion de bio-indicateur semble « née en France, mais conçue par un chercheur finlandais ».
Après les travaux de Hawksworth et Rose publiés en 1970 (cités plus haut), d'autres cartes d'intérêt pour l'évaluation de la pollution de l'air ont été publiées, dont dans les années 1980 relativement aux dépôts atmosphériques métalliques, via l’analyse de mousses au Danemark et en Suède. La biosurveillance a d'abord été utilisée pour la surveillance de la qualité de l'air, mais peu à peu des indicateurs ont été également mis au point pour les sols, l'eau, les sédiments et la santé humaine.
Dans les années 1900, les méthodes ont commencé à être normalisées, d'abord en Allemagne avec une méthode VDI 3799-2-2 d'évaluation des effets toxiques (et donc écotoxiques) de la pollution de l'air sur des lichens exposés de manière standardisée (1991) ; et une méthode VDI 3799-1-1 sur l’évaluation de l’impact de la pollution de l'air sur la diversité des lichens épiphytes (1995). 
On assiste aussi à une régionalisation puis internationalisation de certains programmes permettant de comparer la situation de régions et pays entre eux, mais aussi de mieux évaluer les effets des pollutions transfrontalières. 

Par exemple en 1990, en Europe du Nord, le « Nordic Council of Ministers », développe un programme européen de suivi des dépôts atmosphériques de métaux lourds «Atmospheric heavy metal deposition in Europe - estimation based on moss analysis» qui réunira une vingtaine de pays lors de campagnes successives (tous ls cinq ans ) (Rühling, 1994 ; Rühling et Steinnes, 1998 ; Buse et al., 2003 ; Harmens et al., 2008), avec près de 6000 sites inventoriés en  2005/06 dans 28 pays européens. 

En 2001, ce programme a basculé sous l'égide de la Convention de Genève sur la pollution atmosphérique transfrontière à longue distance de la Commission économique pour l'Europe des Nations unies (CEENU-CPATLD) et de son PIC (Programme international concerté) sur les effets de la pollution atmosphérique sur les écosystèmes naturels et grandes cultures (PIC-Végétation). La France s'est associée aux 3 dernières de ces campagnes européennes (1996, 2000 et 2006) ; Galsomiès et al., 1999 ; Gombert et al., 2005).

## Types de biosurveillances
La biosurveillance s'appuie sur deux approches : la biosurveillance passive basée sur l’observation in situ des organismes présents naturellement dans l’environnement étudié. Elle est principalement utilisée pour observer les impacts sur le long terme, en tenant compte des conditions écologiques et climatiques ; la biosurveillance active basée sur l’introduction dans le site d’étude des organismes cultivés dans des conditions contrôlées (sous serre par exemple) ou prélevés dans un site témoin (techniques de transplantation des lichens qui ne se cultivent pas par exemple).
Trois méthodes sont généralement associées[réf. souhaitée] :  
1. surveillance basée sur l'analyse de risque et des modélisations de risque ;
2. surveillance d'animaux, de végétaux[8], de lichens, ou de champignons ou d'espèces bioaccumulatrices ou sentinelles, APPA, Revue Air pur ; n°77 - 2009
Par exemple :
– la mesure du nombre et de l'étendue de nécroses sur les feuilles de tabac permet de quantifier l'ozone présent dans les basses couches de l'atmosphère[2] ;
– Bien connue pour sa sensibilité aux différents polluants de l’environnement, l'abeille et sa capacité à collecter les différentes particules qu'elle côtoie quotidiennement peut également être un excellent témoin de qualité environnementale d'un milieu donné ;
– le chien peut être suivi pour mesurer la prévalence de bactéries parasites susceptibles de causer une maladie chez l'homme. Par exemple, selon une étude sérologique faite dans le Massachusetts en 1991 (sur 3 011 échantillons), « les estimations de la prévalence des anticorps à Borrelia burgdorferi dans les populations de chiens propose une mesure sensible, fiable et pratique du risque pour les personnes de B. burgdorferi dans l'environnement. Les facteurs de risque de séropositivité canine peuvent directement ou indirectement éclairer certains aspects de l'épidémiologie de la maladie de Lyme humaine », ce qui ferait du chien une très bonne « espèce-sentinelle »[9]. Les lichens ou les mousses[10] sont très utilisés car biointégrateurs des pollutions environnementales et largement présents sur les terres émergées.
3. la surveillance syndromique, qui permet notamment de découvrir de nouveaux variants pathogènes, des maladies émergentes ou ré-émergente

### Chez l'Homme
La santé humaine peut également être utilisée pour la bio-surveillance ;  C'est alors l'homme qui est considéré comme bioindicateur, ou certains biomarqueurs.
Il s'agit dans ce cas de mesurer, mieux que sur la base de modèles animaux, modèles mathématiques ou extrapolations à partir des concentrations présentes dans l'air, l'eau, les sols et les aliments, l'exposition réelle des populations aux polluants, via l'étude de leurs concentrations et effets sur des échantillons de tissus et fluides humains, dont le sperme qui peut avoir une grande importance en matière de santé reproductive.

## Vers un réseau européen et mondial

### Histoire
Arguant que la santé de l'homme et la santé de l'environnement étaient liées, plusieurs campagnes d'ONG telles que WWF et Greenpeace ont montré que l'organisme humain pouvait accumuler des substances toxiques ou potentiellement toxiques qu'on pensait peu présentes dans notre environnement. Ces campagnes semblent avoir encouragé des États et l'Europe à agir de manière plus coordonnée pour mieux comprendre ces phénomènes.

### Perspective
Presque tous les États avaient déjà des actions de biomonitoring chez l'homme, mais souvent avec des cibles différentes, et des méthodes variées qui ne permettent pas l'intercomparaison. 

Dans le cadre de sa stratégie européenne en matière d'environnement et de santé (2003), suivie en 2004 d'un plan d'action européen en matière d'environnement et de santé (pour 2004-2010), la commission européenne a en 2007, après 4 ans de discussions sur le thème Santé-environnement, validé un projet pilote de biosurveillance chez l'homme (HumanBioMonitoring) pour donner aux décideurs européens un cadre juridique commun et des informations comparables sur les effets de certains polluants sur la santé humaine. Le projet ESBIO avait été précurseur en impliquant des experts de 18 États-membres de l'UE (et de Croatie), et un nouveau réseau devrait associer au moins 20 États-membres, dans le cadre du Septième programme-cadre européen pour la recherche.
La plupart des maladies infectieuses ou parasitaires dangereuses et/ou émergentes sont des zoonoses affectant l'Homme et la faune sauvage. De nombreux épidémiologistes et écoépidémiologistes estiment que « la notification officielle d'agents pathogènes découlant de la surveillance sanitaire de la faune sauvage devrait être redéfinie, afin d'encourager l'échange d'informations entre les États, tout en les garantissant contre des conséquences injustifiées d'une telle déclaration. »

### En France

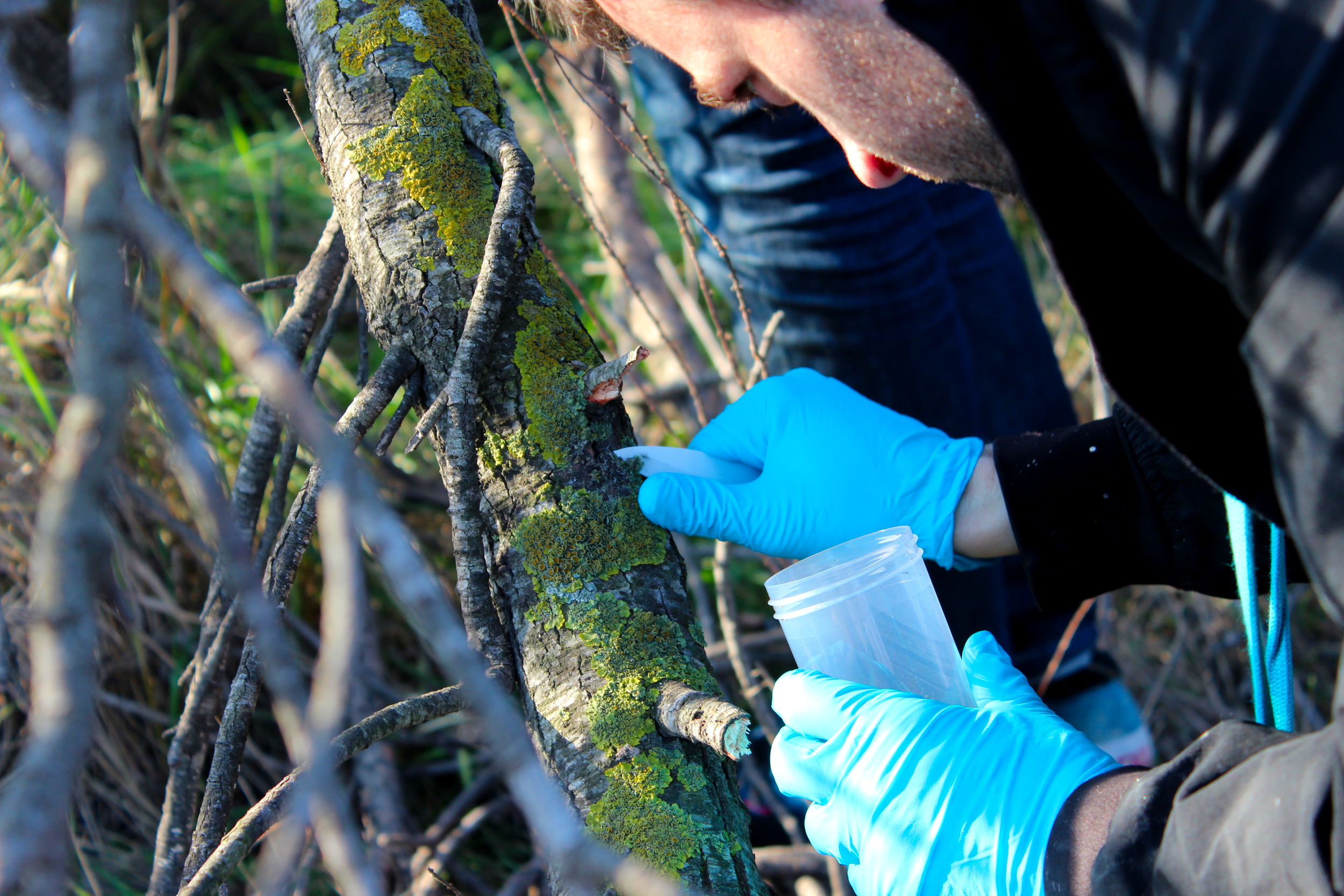
Prélèvement de lichen lors d'une campagne de biosurveillance de la pollution de l'air à Fos-sur-Mer. Le lichen accumule les polluants de l'air, il est prélevé in situ pour des analyses chimiques ultérieures. Janvier 2015.

La biosurveillance est apparue dans les années 1970. Elle a été encouragée par un rapport du sénateur Richert, en 1995. 
En septembre 2004 (à Arras dans le Nord-Pas-de-Calais, un colloque national a fait un premier retour sur les retours d’expériences de scientifiques, mais aussi d'utilisateurs tels que les sociétés d’exploitations d’autoroutes, bureaux d’études, AASQA, etc. À cette occasion ont été aussi présentés les résultats d’une étude conduite dans le contexte de l’élaboration de la loi sur l'air et des PRQA par Lerond et Sanson sur la faisabilité d’une filière spécialisée de biosurveillance, étude qui mettait en évidence des besoins de normalisation et de professionnalisation, une complémentarité entre la biosurveillance et les méthodes physicochimiques classiques (chacune ayant ses limites) et des attentes fortes de la part de la population concernant les questions de santé environnementale. 
Un an plus tard (2005), l'AFNOR lance une commission de biosurveillance de l’environnement (T90B) (et une commission
T95Air qui entame ses travaux en septembre 2005). Il aura donc fallu 40 ans pour passer des premières expérimentations de terrain aux procédures normalisées de biosurveillance de l'air.